# Municipio de Baviácora
El Municipio de Baviácora es uno de los 72 municipios que constituyen el estado mexicano de Sonora. Se encuentra localizado al centro del estado cerca de la zona baja de la Sierra Madre Occidental y del lugar por donde fluye el río Sonora. Su cabecera municipal y localidad más habitada es el pueblo de Baviácora, mientras que otras importantes son Mazocahui, San José y La Aurora. El municipio fue decretado como tal el 13 de mayo de 1931, después de ser separado del de Arizpe.
Según el Censo de Población y Vivienda realizado en 2020 por el Instituto Nacional de Estadística y Geografía (INEGI) el municipio tiene una población total de 3,191 habitantes y posee una superficie de 841.95 kilómetros cuadrados. Su producto interno bruto per cápita es de USD 9 654 y su índice de desarrollo humano (IDH) es de 0.8278. Como a la mayoría de los municipios de Sonora, el nombre se le dio por su cabecera municipal.

## Historia como municipio
El territorio que actualmente ocupa el municipio fue habitado primeramente por gente indígena ópata en la época precolombina, y fue visitado por primera vez en 1639 por conquistadores y exploradores españoles que junto a misioneros jesuitas avanzaron con la colonización de esta zona, ese año en padre portugués Bartolomé Castaño fundó aquí la misión religiosa Nuestra Señora de la Concepción de Baviácora, para evangelizar a los nativos, convirtiéndose años después en un centro de población.
A inicios del siglo XIX el territorio estuvo administrado por un juez de paz, y en la segunda mitad de siglo obtuvo por primera vez la categoría de municipio, bajo jurisdicción del entonces Distrito de Arizpe. Después el 26 de diciembre de 1930 bajo la Ley Número 68 perdió la municipalidad y fue incorporado al municipio de Arizpe. Y hasta el 13 de mayo de 1931 se rehabilitó como municipio libre e independiente definitivamente. Un año después el 13 de abril de 1932 se creó el municipio de Aconchi y el de Baviácora sufrió una reducción en su territorio, ya que el nuevo municipio se llevó bajo su jurisdicción varias localidades.

## Geografía
El municipio de Baviácora se localiza en la zona centro del estado de Sonora, al oeste de la Sierra Madre Occidental en su paso por ese estado, entre los paralelos 29°25' y 29°48' de latitud norte y los meridianos 109°57' y 110°20' de longitud oeste del meridiano de Greenwich, con una elevación mínima de 500 metros sobre el nivel del mar y una máxima de 1,800. Su territorio ocupa un área de 841.95 km². Limita al norte con el municipio de Aconchi, al noreste con el de Cumpas, al este con el de Moctezuma al sur con el de Villa Pesqueira y al suroeste con el de Ures.

### Límites municipales
Tiene límites administrativos con los siguientes municipios según su ubicación:
| Noroeste: Aconchi | Norte: Aconchi       | Nordeste: Cumpas   |
| Oeste: Ures       |                      | Este: Moctezuma    |
| Suroeste: Ures    | Sur: Villa Pesqueira | Sureste: Moctezuma |

### Clima
El municipio cuenta con un clima seco y cálido, teniendo una temperatura media máxima mensual de 30.1 °C  y un la media mínima mensual de 13.5 °C. La temperatura media anual es de 22.7 °C. El periodo de lluvias se presenta en verano en los meses de julio y agosto con una precipitación media anual de 321.5 milímetros, las heladas y granizadas se producen en los meses de noviembre y febrero. En los extremos este y oeste de su territorio se presentan condiciones de clima templado.

### Orografía e hidrografía
Posee un territorio generalmente plano, sus principales elevaciones son las sierras: Aconchi, Hierbas del Manso, Bellotas, El Tizado, Baviácora, Juan Manuel, San Carlos, Rodandero, las Moras y la Pinta y elevaciones importantes como el Cerro la Calera y el Cerro Chihuahuita. Sus suelos se componen de cambisol,  litosol y regosol, y su uso principalmente es ganadero, forestal y agrícola.
El municipio pertenece a la región hidrológica Sonora Sur. Sus recursos hidrológicos son proporcionados principalmente por el río Sonora. Además cuenta con arroyos de afluente temporal como el Tarahuacachi, Tepúa, Cieneguita, el Rancho, las Garzas, el Rodeo, los Chinos, la Higuera, la Junta, los metales y Mazocahui; así como algunos manantiales.

### Flora y fauna
La mayoría de su territorio la vegetación está conformado por selva, y en porciones menores por bosque, matorral y pastizal, donde abunda el mezquite y encino.
La fauna del municipio la forma una gran variedad de especies, dentro de las que destacan por su importancia:
- Anfibios: sapo, rana y sapo toro;
- Reptiles: tortuga de río, cachora, camaleón, serpiente y chicotera;
- Mamíferos: venado cola blanca, lobo, lince, puma, coyote, jaguar, jabalí, mapache, liebre, zorra gris, tlacuache, ardilla, murciélago y ratón de campo
- Aves: tortolita roja, paloma morada, lechuza, búho cornudo, urraca hermosa, cuervo cuello blanco, golondrina común, tordo de ojos amarillos, aura, gavilán ratonero y gavilán gris.

## Demografía
De acuerdo a los resultados del Censo de Población y Vivienda realizado en 2020 por el Instituto Nacional de Estadística y Geografía (INEGI), la población total del municipio es de 3,191 habitantes; con una densidad poblacional de 3.79 hab/km², y ocupa el puesto 35° en el estado por orden de población. Del total de pobladores, 1662 son hombres y 1529 son mujeres. En 2020 había 1626 viviendas, pero de estas 1041 viviendas estaban habitadas, de las cuales 232 estaban bajo el cargo de una mujer. Del total de los habitantes, sólo 3 personas (0.09%) se consideran afromexicanos o afrodescendientes.
El 93.67% del municipio pertenece a la religión católica, el 4.73% es cristiano evangélico/protestante o de alguna variante mientras que el 1.57% no profesa ninguna religión.

### Educación y salud
Según el Censo de Población y Vivienda de 2020; 15 niños de entre 6 y 11 años (0.47% del total), 11 adolescentes de entre 12 y 14 años (0.34%), 131 adolescentes de entre 15 y 17 años (4.11%) y 65 jóvenes de entre 18 y 24 años (2.04%) no asisten a ninguna institución educativa. 58 habitantes de 15 años o más (1.82%) son analfabetas, 48 habitantes de 15 años o más (1.5%) no tienen ningún grado de escolaridad, 411 personas de 15 años o más (12.88%) lograron estudiar la primaria pero no la culminaron, 133 personas de 15 años o más (4.17%) iniciaron la secundaria sin terminarla, teniendo el municipio un grado de escolaridad de 8.68.
La cantidad de población que no está afiliada a un servicio de salud es de 419 personas, es decir, el 13.13% del total municipal, de lo contrario, el 86.84% sí cuenta con un seguro médico ya sea público o privado. En el territorio, 270 personas (8.46%) tienen alguna discapacidad o límite motriz para realizar sus actividades diarias, mientras que 29 habitantes (0.91%) poseen algún problema o condición mental.

### Localidades
| Localidad                            | Población |
| Total Municipio                      | 3,191     |
| Baviácora                            | 1,761     |
| Mazocahui                            | 436       |
| San José de Baviácora                | 278       |
| La Aurora                            | 195       |
| El Molinote (Hacienda la Concepción) | 157       |
| Suaqui                               | 93        |
| La Capilla                           | 87        |
| La Labor                             | 63        |
| Las Tortugas                         | 45        |
| Satebachi                            | 21        |
| Los Puertecitos (El Puertecito)      | 19        |

Otras localidades son: Las Tres Palmas, Jurahui, La Matanza, Ernestina Villaescusa, El Bagote, Los Horcones, Los Lobos El Altar, La Noria de Lares, El Baviso, El Herrero, La Rosalía, Los Magueyes, entre otras.

## Gobierno
La sede del gobierno municipal se encuentra en su cabecera en el pueblo de Baviácora, cuyo ayuntamiento está integrado por un presidente municipal, un síndico, 4 regidores de mayoría relativa y 2 de representación proporcional.
El municipio forma parte de los siguientes distritos electorales:
- Local
  - VI Distrito Electoral del Congreso del Estado de Sonora.

- Federal
  - IV Distrito Electoral Federal de Sonora de la Cámara de Diputados de México.

### Cronología de presidentes municipales
- (1897-1898): Ignacio L. Pesqueira
- (1911): Joaquín Corella Molina
- (1912): Emiliano Corella Molina
- (1913): José María R. Quiroga
- (1914): Francisco Maytorena
- (1914): Emiliano Corella Molina
- (1915): Cirilo Félix Félix
- (1916): Emiliano Corella Molina
- (1917): Cirilo Félix Félix
- (1918): Ignacio Seym
- (1919): Alejandro Vejar
- (1920): Gabriel W. Morales
- (1920): Jesús Núñez López
- (1921): José Elías Velázquez
- (1922): Jesús Méndez Escalante
- (1923): Ignacio M. Acuña
- (1924): Tomás López Corella
- (1925): Gabriel W. Morales
- (1925): Emiliano Romero
- (1926): Santiago Yescas
- (1927): Reyes López Arvizu
- (1928): Jesús Méndez Escalante
- (1929): Norberto Vejar Vázquez
- (1930): Reyes López Arvizu
- (1930-1931): Cirilo Félix Félix
- (1931-1933): J. Adalberto Corella Molina
- (1933-1935): Jesús Aguirre Seym
- (1935-1937): Edmundo Salazar Yescas
- (1937-1939): José López Seym
- (1939-1941): Jesús H. Durón
- (1941-1943): Jorge Salazar Yescas
- (1943-1946): Carlos Félix Flores
- (1946-1949): Antonio Molina H.
- (1949-1952): Ramón Mendoza García
- (1952-1955): Carlos Corella Molina
- (1955-1958): Ramón Flores Córdova
- (1958-1961): Ernesto Figueroa López
- (1961-1964): José F. Yescas López
- (1964-1967): Ernesto Figueroa López
- (1967-1970): Joaquín Corella Salazar

- (2003-2006): Jesús Manuel Robles García
- (2006-2009): José Alfredo Gautrin Contreras
- (2009-2012): Francisco Alejo Romero Larez
- (2012-2015): Francisco Durán Villa
- (2015-2018): Jesús Francisco Martín Miranda Villa
- (2018-2021): Juan Francisco Huguez Martínez
- (2021-2024): Enrique Javier Cedano Tirado